# 구글 병음
구글 병음 IME 또는 구글 핀인 IME(Google Pinyin IME, 중국어 간체자: 谷歌拼音输入法, 정체자: 谷歌拼音輸入法, 병음: Gǔgē Pīnyīn Shūrùfǎ)는 구글 차이나 연구소가 개발한 입력 방식이다. 이 도구는 2007년 4월 4일 공개되었다. 병음 입력 외에 획순 세기 방식의 입력도 포함된다. 2019년 3월 기준으로 구글 병음은 중단되었으며 다운로드 페이지(tools.google.com/pinyin/)는 삭제되었다. 그러나 구글 병음 IME는 2021년 1월 6일 기준으로 해당 주소(https://dl.google.com/pinyin/v2/GooglePinyinInstaller.exe) 에서 다운로드가 가능하다.

## 동기화 실패
윈도우용 구글 병음은 수년 간 동기화를 실패했는데 이는 구글 클라이언트로그인 인증이 구식화되었기 때문이다. 대안이 되는 인증 방식을 갖춘 클라이언트가 아직 발표되지 않았다. 안드로이드용 구글 병음은 현재까지 해당 플랫폼에 한정해서 동기화가 가능하다.

## 같이 보기
- 구글 IME
- 구글 일본어 입력